# 한패스
한패스(HANPASS)는 2017년 11월 기획재정부로부터 소액해외송금업 인가를 받고 현재 200여개국을 대상으로 해외송금을 서비스 하며, 2019년 3월 환전 서비스를 개시하고, 2020년 상반기에 개시할 국내·외 해외결제 서비스까지 복합적으로 제공하는 내·외국인 외국환거래 플랫폼 기업이다.
본사는 서울시 성동구 아차산로 92 광명타워에 있다.

## 연혁
- 2017년 2월       회사설립
- 2017년 10월       제2회 한국경제핀테크대상 - 대상(금융위원장상) 수상 (테크분야부문)[1]
- 2017년 11월       기획재정부로부터 해외소액송금업 라이센스 취득
- 2018년 1월       VC투자유치(한국투자파트너스)
- 2018년 4월       소액송금업 분과장사 선출(한국핀테크 산업협회)
- 2018년 10월       2018 글로벌 금융대상 - 핀테크산업협회장상 수상
- 2019년 1월       삼성페이 해외송금 서비스 내 한패스 해외송금 서비스 탑재[2]
- 2019년 3월       인천공항 O2O환전 서비스 런칭[3]
- 2019년 5월       시리즈B 투자유치 성공(누적 투자금액 113억돌파)[4]
- 2019년 8월       미래에셋대우 증권 내 한패스 해외송금 서비스 탑재[5]
- 2019년 9월       기업은행 1ST랩 참여업체 선정[6]
- 2019년 10월       웨스턴유니온과의 제휴를 통한 전세계 200여개국 해외송금 서비스 개시[7]

## 해외송금 서비스
한패스는 글로벌 핀테크 파트너 및 각국 금융 파트너와 손잡고, 프리펀딩과 풀링 방식으로 계좌 송금 또는 캐시 픽업의 형태로 수취 가능한 해외송금 서비스를 제공하고 있다.
캐시픽업은 실시간 현찰 수취 기반 서비스이므로, 고객이 본인에게 송금할 경우에는 해외 현지 환전까지도 가능한 서비스이다.
현재 웨스턴유니온과의 제휴로 전세계 200여개국 국가로 한패스를 통해 해외 송금이 가능하다.

## 한패스 해외송금 서비스 특징 및 장점
1. 은행에 갈 필요없이 앱으로 간편하게 해외 송금 서비스 이용이 가능하다.
2. 프리펀딩, 풀링 방식으로 기존 은행 송금 대비 수수료가 저렴하다.
3. 계좌이체 외에 캐시픽업, 홈딜리버리등 다양한 수취 옵션을 제공한다.
4. 송금 시 최대 24시간 이내 송금된 돈을 수령할 수 있다.

## O2O공항 환전 서비스
한패스 환전서비스는 모바일 웹에서 환전을 신청한 뒤 인천국제공항에서 외화를 직접 배달 받는 O2O(Online to Offline) 서비스로, 16개 국가의 통화를 환전 할 수 있다.

## 한패스 공항환전 서비스 특징 및 장점
1. 총 16개 국가의 권종을 선택하여 환전 가능
2. 다중화폐로 환전 가능
3. 24시간 신청 및 수령 가능
4. 당일 환전 신청은 물론 출국 1시간 전까지 신청하면 수령 가능
5. 소액권종 선택 가능
6. 배달비 무료 이벤트 진행 중